# الأرشيف العام للحرب الأهلية الإسبانية
الأرشيف العام للحرب الأهلية الإسبانية هو أرشيف وثائقي إسباني يقع في مدينة سلامنكا الإسبانية. وقد أسس في 12 مارس عام 1999 بموجب مرسوم ملكي 426/1999 أقرته المملكة الإسبانية. وفي الوقت المُعاصر، يندرج مع المركز الوثائقي للذاكرة التاريخية، الذي أنشأ في 1 يونيو بموجب مرسوم ملكي 697/2007. يتصل بشكل وثيق بوزارة التربية والتعليم والثقافة والرياضة. ويقع في المبنى الذي كان يشغل سابقًا كلية سان أمبروسيو، تكية قديمة لمجلس سلامنكا من تنفيذ خواكين دي تشوريجيرا عام 1715.
تم إنشاء الأرشيف العام انطلاقًا من قسم الحرب الأهلية الإسبانية بالأرشيف التاريخي الوطني، الذي أنشأه نظام فرانكو خلال الحرب لتخزين كافة الوثائق التي تم ضبطها خلال الحرب، والتي لم تُنقل أو يتم تدميرها من قبل المهزومين أثناء هروبهم عقب انتهاء الحرب. وتم استخدام هذه الوثائق لأغراض إنفاذ القانون للحكم على أعداء الجانب الجمهوري. وفي الوقت الحالي، هو مصدر وثائقي ذات قيمة كبيرة للمؤرخين، بل وساعد في أن يحصل الجمهوريون العسكريون على معاش تقاعد أو للتعويض عن الوقت الذي أمضوه في السجون. يتضمن الأرشيف منطقة مخصصة للماسونية مع المواد التي تمت مصادرتها من مجالس اجتماعتهم الإسبانية.

## تاريخ
يرجع أصل الأرشيف العام للحرب الأهلية الإسبانية وموقعه في سلامنكا إلى وجوده في قبضة حزب فرانكو خلال الحرب الأهلية للاستيلاء على الوثائق والمستندات الخاصة بالأفراد والمؤسسات والإدارات المُعارضة للتمرد الذي قاد إلى الحرب بعد ذلك.

## المجالس الماسونية
صدر قانون في 1 مارس عام 1940 لقمع الماسونية والشيوعية. ونصت المادة 12 على إنشاء وتشكيل المحكمة الخاصة لقمع الماسونية والشيوعية. وسمح ذلك باعتقال الآلاف الماسونيين من جميع أنحاء البلاد، وبالتالي الاستيلاء على الكثير من ممتلكاتهم الشخصية والأشياء الشعائرية المُستخدمة في اجتماعتهم ومجالسهم الشخصية، الذين كانوا يتخذون منها أماكن انعقاد اجتماعاتهم الدورية الماسونية.

## الأرشيف والملصقات
أعطى المحتوى الدرامي للحرب الأهلية، التي دارت في إسبانيا بين عامي 1936 و1939، دافعا إبداعيًا مهما لفناني الجرافيك ومحددات الوسط الثقافي، حيث تحولت وقتها الملصقات السياسية إلى استعراض شعبي للشعارات الخاصة بالحكومة والأحزاب السياسية والنقابات والإدارة الدعائية الخاصة بالتمرد العسكري.

## معرض صور

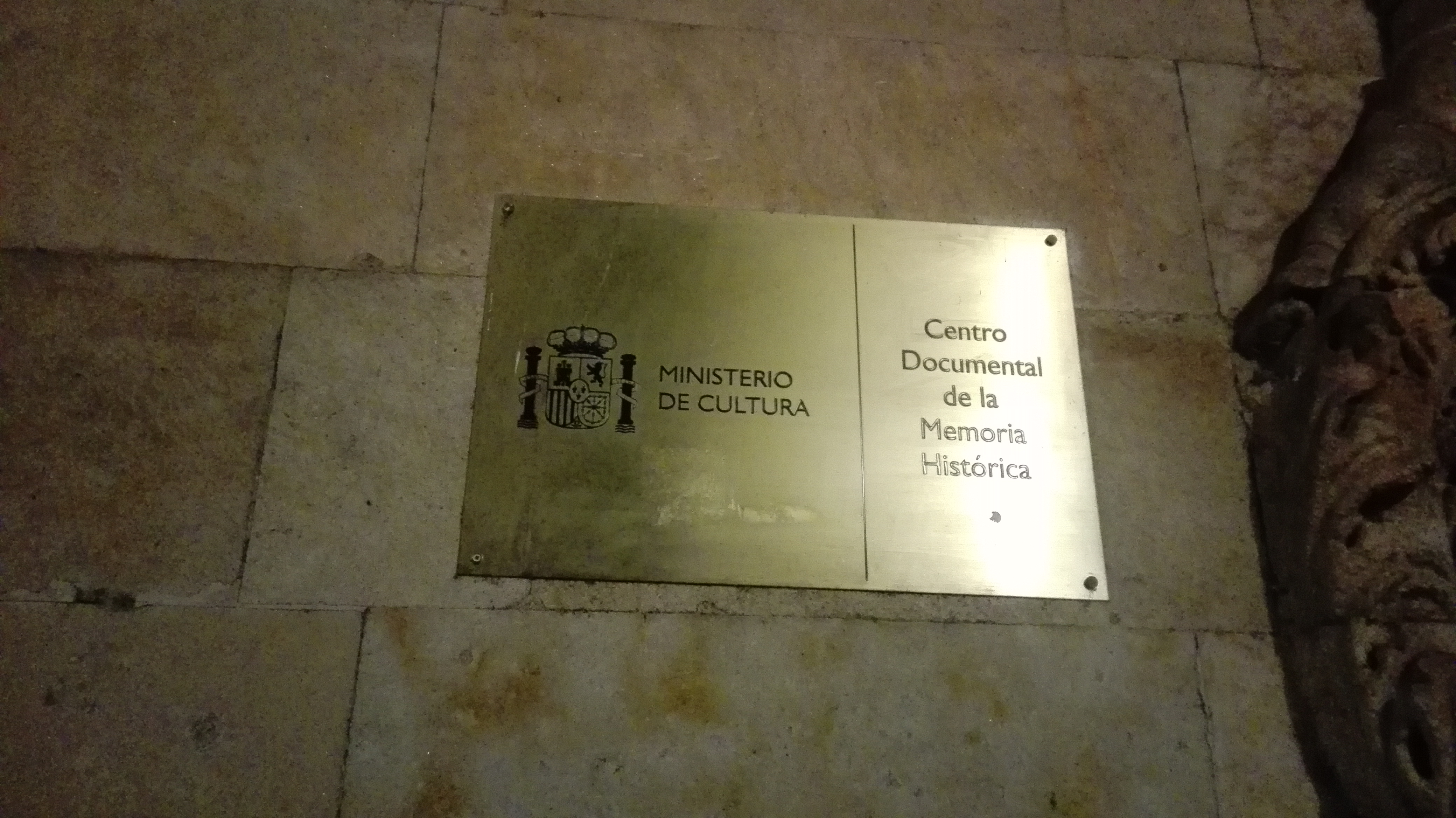
المركز الوثائقي للذاكرة التاريخية بوزارة التربية والتعليم والثقافة والرياضة.
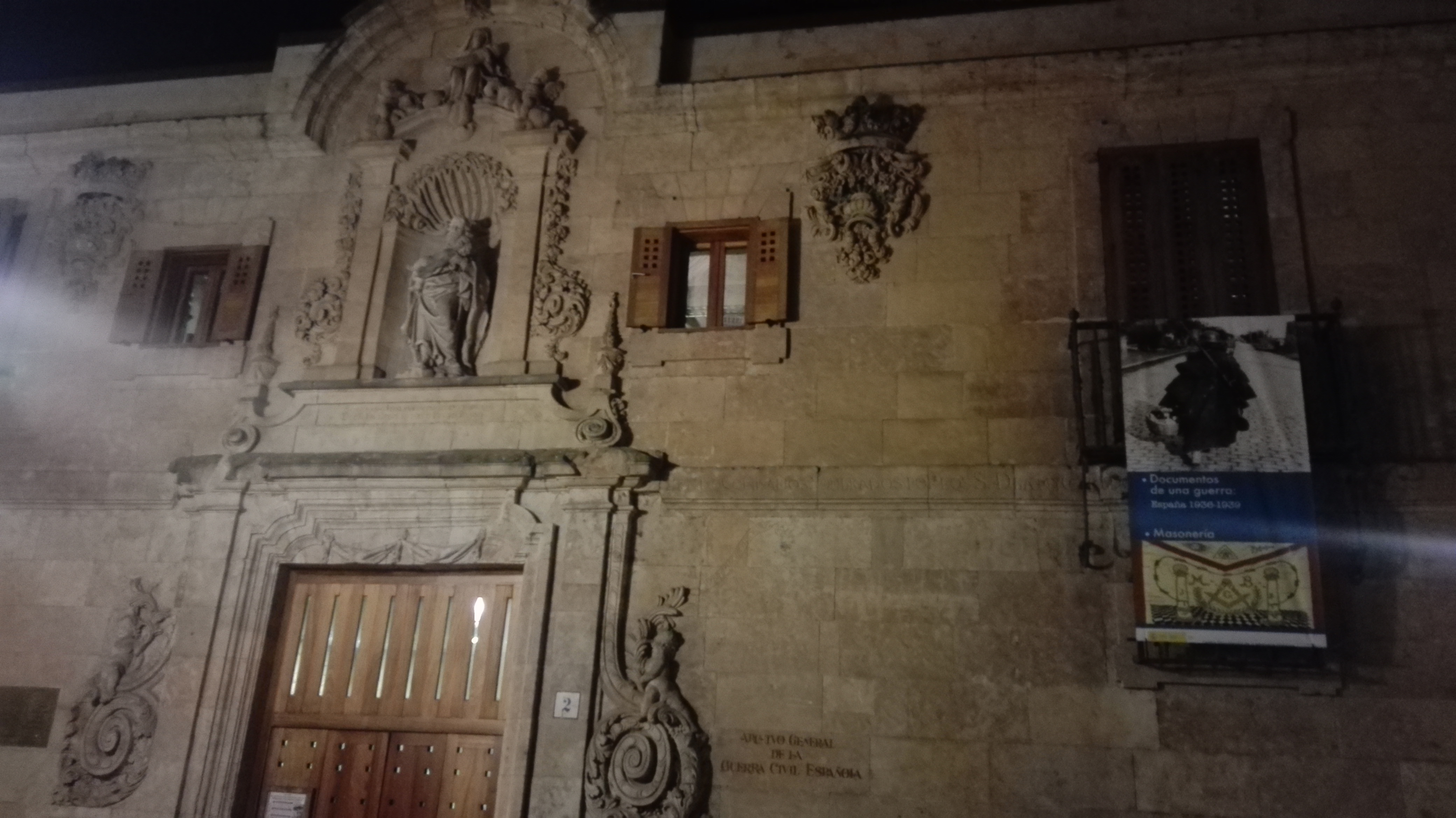
الأرشيف العام للحرب الأهلية الإسبانية في الليل.
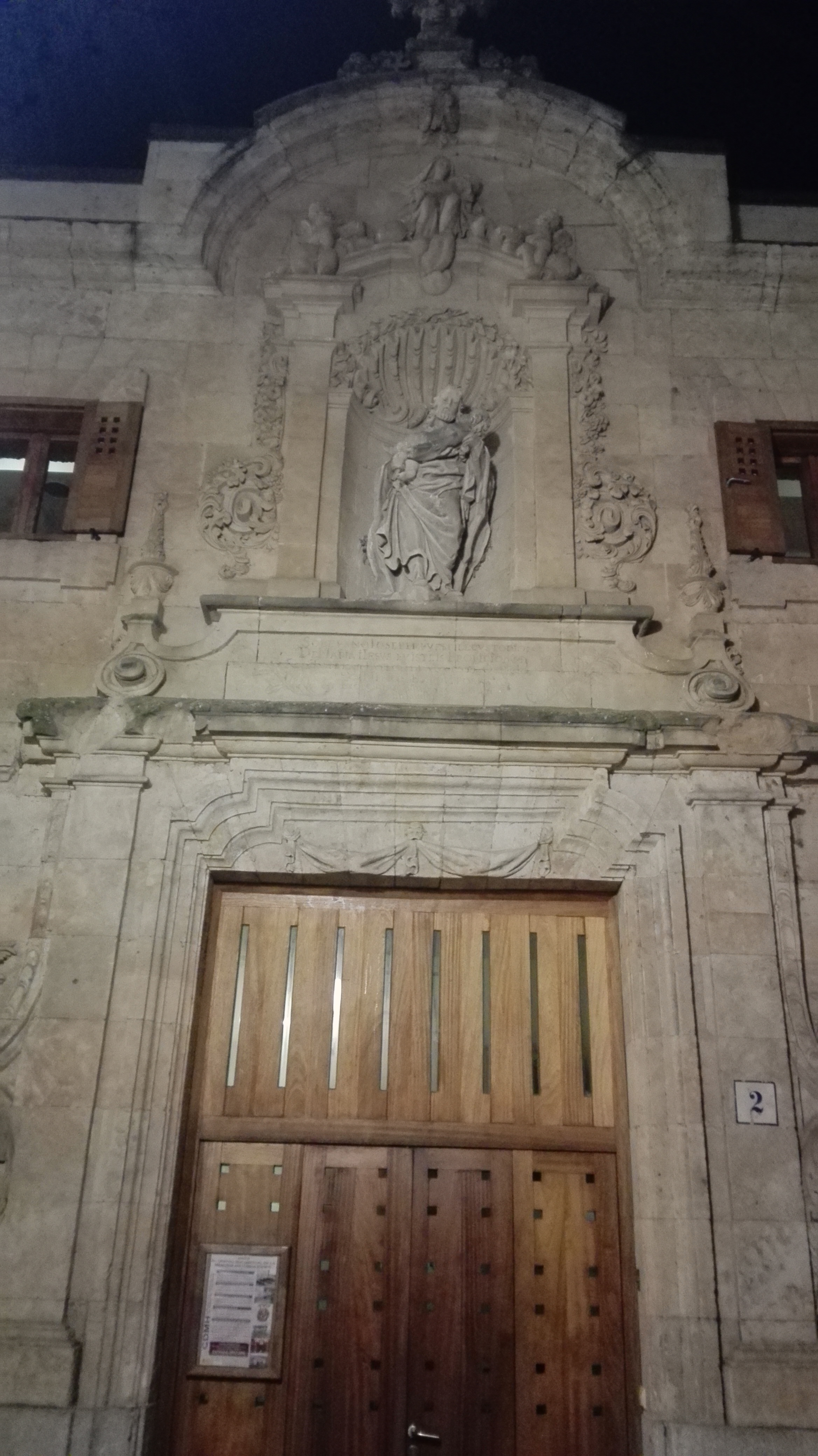
واجهة المبنى ليلًا.